# Gaius Papirius Carbo (Vater)
Gaius Papirius Carbo († 119 v. Chr.) war ein römischer Politiker und Redner.
Carbo unterstützte zunächst die Reformen des Tiberius Gracchus. Er arbeitete mit Gaius Gracchus an der Ausführung der Agrargesetze von dessen Bruder mit. Als Volkstribun (131 v. Chr.) brachte Carbo ein Gesetz zur geheimen Abstimmung bei der Inkraftsetzung und Aufhebung von Gesetzen ein; ein Vorschlag, den Tribunen die direkte Wiederwahl zu ermöglichen, wurde von Scipio Aemilianus bekämpft. Carbo wurde verdächtigt, mit dem plötzlichen Tod Scipios (129 v. Chr.) zu tun zu haben.
In der Folgezeit wechselte er zu den Optimaten über und verteidigte als Konsul des Jahres 120 v. Chr. erfolgreich Lucius Opimius, den Mörder des Gaius Gracchus, als dieser wegen der Tötung von Bürgern ohne Gerichtsverfahren angeklagt wurde, und ging dabei sogar so weit zu behaupten, Gracchus sei zu Recht erschlagen worden. Doch die Optimaten brachten Carbo kein Vertrauen entgegen. Er wurde von Lucius Licinius Crassus angeklagt und beging 119 v. Chr. Selbstmord, als er merkte, dass er von den Optimaten keine Unterstützung erwarten konnte und seine Verurteilung sicher war.
Gaius Papirius Carbo hatte einen gleichnamigen Sohn, siehe Gaius Papirius Carbo (Sohn).
Die Quellen, die über Carbo informieren, sind Livius, Epit. 59; Appian, Bell. Civ. 1,18; Velleius Paterculus 2,4 und Valerius Maximus 3,7,6.